# Thomas Andrews (ingegnere)
Thomas Andrews Jr. (Comber, 7 febbraio 1873 – Oceano Atlantico, 15 aprile 1912) è stato un progettista britannico, amministratore delegato e capo del reparto di architettura per la società di costruzioni navali Harland e Wolff di Belfast, in Irlanda del Nord.
Andrews è noto per essere stato il responsabile dei piani per la costruzione della celebre nave di linea RMS Titanic, di cui fu passeggero durante il viaggio inaugurale. La nave affondò nella notte tra il 14 e 15 aprile 1912 dopo essere entrata in collisione con un iceberg. Andrews perse la vita insieme ad altre 1500 persone.

## Biografia

### I primi anni
Thomas Andrews Jr. nacque il 7 febbraio 1873 ad Ardara House, Comber, County Down, Irlanda (ora Irlanda del Nord). I suoi genitori erano Thomas Andrews Sr., un membro del Consiglio Privato dell'Irlanda, ed Eliza Pirrie. Suo fratello minore John Miller Andrews fu Primo ministro della futura Irlanda del Nord. Nel 1884 Andrews cominciò a frequentare il Royal Belfast Academical Institution. Nel 1889, all'età di sedici anni, venne assunto come apprendista presso i cantieri navali Harland and Wolff, di cui era comproprietario suo zio William James Pirrie.

### Harland and Wolff

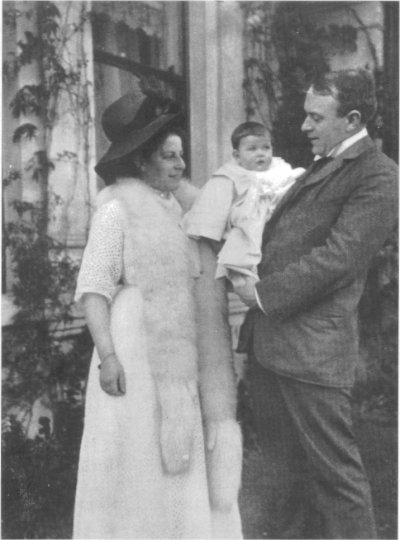
Thomas Andrews con la moglie Helen Reilly Barbour e la figlia Elba

Alla Harland and Wolff cominciò a lavorare per tre mesi come falegname, poi per un mese come ebanista e poi, dopo due mesi, cominciò la sua attività sulle navi. Negli ultimi diciotto mesi del suo apprendistato quinquennale ottenne un proprio ufficio per i suoi progetti navali. Nel 1901 Andrews, dopo aver lavorato in molti reparti della società, divenne il direttore dei lavori di costruzione. Quello stesso anno divenne anche un membro dell'Istituzione degli Architetti Navali. Nel 1907 Andrews fu nominato amministratore delegato e capo del reparto di architettura della Harland and Wolff. Durante i suoi lunghi anni di apprendistato studiò e lavorò presso la società con altri impiegati di cantieri navali.
Il 24 giugno 1908 si sposò con Helen Reilly Barbour, con la quale, nel 1910, ebbe una figlia, Elizabeth Law Barber Andrews, meglio conosciuta con le sue iniziali, "Elba". La coppia visse a Dunallan, Windsow Avenue, Belfast. Si sa che Andrews incaricò alla moglie Helen di sorvegliare il Titanic in costruzione per una notte, poco prima della nascita di Elizabeth. Dopo la morte di Andrews, Helen si risposò con Henry Peirson Harland (della famiglia Harland) e morì il 22 agosto 1966 nell'Irlanda del Nord.

### RMSTitanic
Nel 1907 Andrews cominciò a progettare i transatlantici RMS Olympic e RMS Titanic per la White Star Line. Le due grosse navi, che cominciarono ad essere costruite nel 1909, furono disegnate, oltre che da Andrews stesso, da William Pirrie e dall'impresario generale Alexander Carlisle. Come aveva fatto per altre navi, Andrews sorvegliò ogni dettaglio dell'Olympic e del Titanic per assicurare che venisse svolto un lavoro ottimale. Andrews capeggiò un gruppo di lavoratori della Harland and Wolff, al fine di implementare alcuni miglioramenti necessari. Quando il Titanic venne completato e superò le prove di navigazione preliminari all'entrata in servizio, venne condotto da Belfast a Southampton, da dove sarebbe partito per il viaggio inaugurale il 10 aprile 1912, Andrews si imbarcò in prima classe, intenzionato ad osservare personalmente come il piroscafo si sarebbe comportato, in modo da accorgersi di eventuali problemi e possibili miglioramenti.
Alle 23:40 del 14 aprile, dopo aver navigato per quattro giorni, il Titanic colpì un iceberg sul lato destro della chiglia. Il trentanovenne Andrews rimase nel suo reparto, anche se riuscì ad osservare la collisione, fino a quando il comandante Edward Smith lo chiamò per esaminare il danno; dopo aver osservato che cosa era successo, dichiarò che il Titanic sarebbe inevitabilmente affondato nel giro di non più di due ore. Appena cominciò l'evacuazione, Andrews percorse tutta la nave dicendo ai passeggeri di indossare il salvagente e di salire sul ponte superiore. Ben consapevole del breve tempo a disposizione e del fatto che la nave disponeva di lance di salvataggio non sufficienti per tutti i passeggeri, incitò l'equipaggio nella speranza di riempirle il più possibile.
L'ultima persona che lo vide fu il cameriere John Stewart, alle 02:10 del 15 aprile, dieci minuti prima che la nave affondasse del tutto, nella sala fumatori di prima classe. Andrews aveva lo sguardo perso ed osservava il quadro Il porto di Plymouth (Approach to the New World) di Norman Wilkinson, situato sulla cappa del camino: tale dipinto fu poi spesso mostrato nelle varie opere audiovisive sulla tragedia del transatlantico. Esattamente come il capitano Smith, Andrews scelse di non salvarsi ed il suo corpo non fu mai ritrovato.
Durante tutto il viaggio, Andrews prese appunti su vari miglioramenti che avrebbe desiderato apportare alla nave; mentre il transatlantico stava affondando, fece in tempo a consegnare tali note ad un suo assistente ed amico che si salvò dal disastro. Molte delle indicazioni che aveva annotato vennero applicate nella costruzione del secondo gemello del Titanic, il HMHS Britannic.
Suo padre ricevette un telegramma dal cugino di sua madre; in seguito, il 19 aprile, egli andò a parlare con alcuni superstiti a New York in ricerca di notizie di suo figlio. Il telegramma fu letto ad alta voce da Thomas Andrews Sr. al personale della casa di Comber: "Intervista agli ufficiali del Titanic. Del tutto unanime, Thomas Andrews ha affrontato un'eroica morte, pensando solamente alla sicurezza degli altri. Estese e sincere condoglianze a tutti".

### Eredità
I giornali che parlarono del disastro del Titanic descrissero Andrews come un eroe. Mary Sloan, una cameriera superstite che fu incoraggiata da Andrews stesso a salvarsi, scrisse più tardi in una lettera: "Il sig. Andrews, rendendosi conto del grande pericolo, accettò il suo destino come un vero eroe, abbandonando la sua vita per salvare le donne e bambini del Titanic". Una breve biografia fu prodotta l'anno successivo da Shan Bullock alla richiesta di Horace Plunkett, un membro del Parlamento che sentì il desiderio di commemorare il valoroso progettista navale. Nella sua città natale, Comber, fu costruita una sala d'onore, in memoria di Andrews, che fu chiamata Thomas Andrews Jr. Memorial Hall, che fu aperta nel gennaio 1914. Gli architetti erano Young e McKenzie assistiti dall'artista Sophia Rosamond Praegar. La sala ora è mantenuta dall'Istruzione del Consiglio Orientale e Meridionale ed è usata come scuola, chiamata The Andrews Memorial Primary School.

## Galleria d'immagini

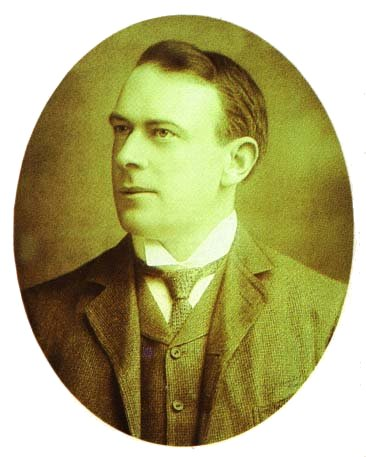
Thomas Andrews.
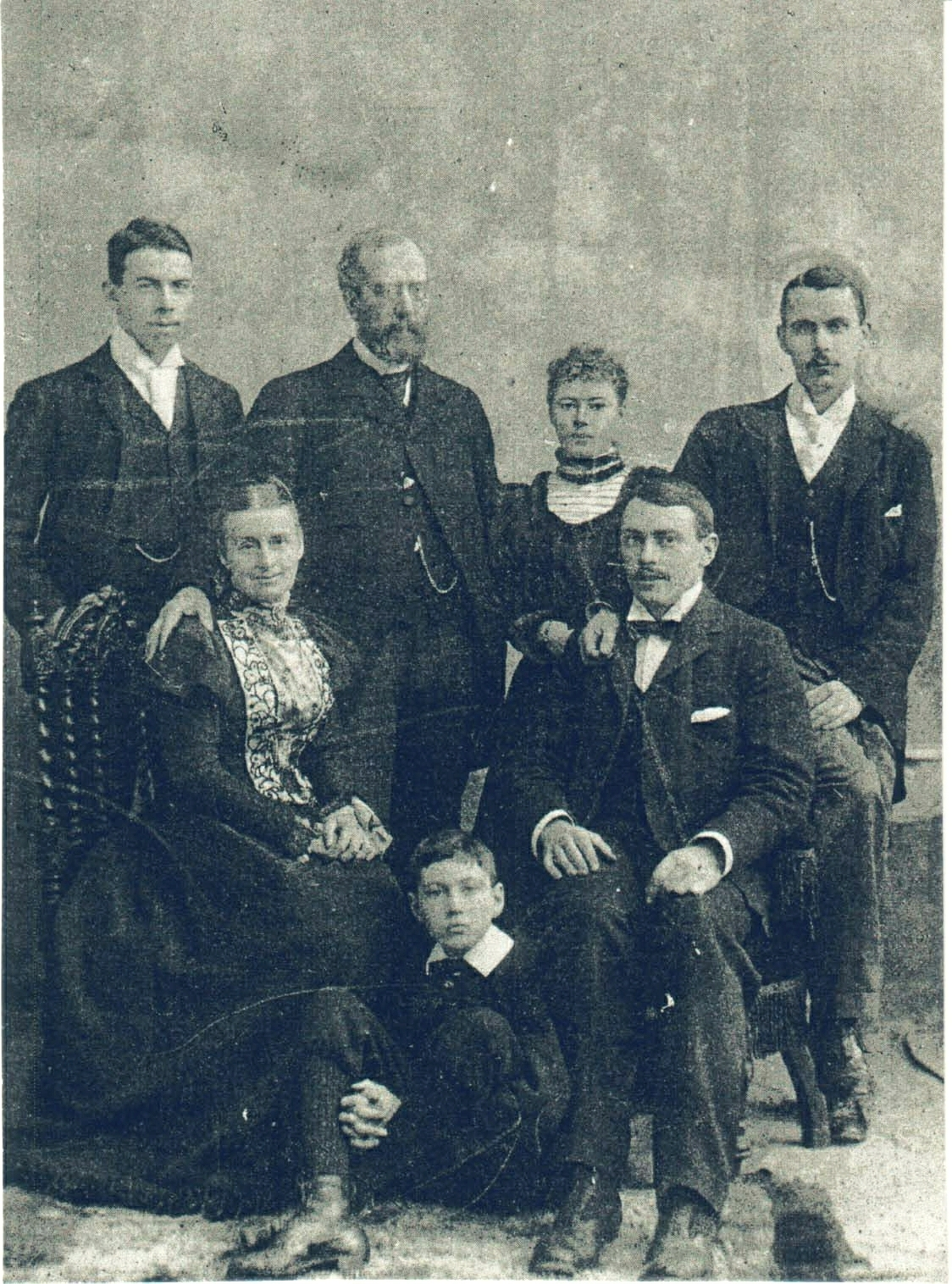
La famiglia Andrews, tra cui John Miller Andrews, futuro primo ministro dell'Irlanda del nord, 9 maggio 1895.

## Nella cultura di massa
Thomas Andrews è stato ritratto da diversi attori nei diversi film dedicati al disastro del Titanic:
- nel film Titanic, latitudine 41 nord (1958), da Michael Goodliffe;
- nel film TV S.O.S. Titanic (1979), da Geoffrey Whitehead;
- nel film Titanic (1997), da Victor Garber;
- nel musical teatrale Titanic (Broadway, 1999), da Michael Cerveris;
- nel film-documentario Ghosts of the Abyss (2003), da Don Lynch;
- nella fiction Titanic - Nascita di una leggenda (2012), da Billy Carter.